# Laodemonax rufithorax
Laodemonax rufithorax är en skalbaggsart som beskrevs av Hüdepohl 1990. Laodemonax rufithorax ingår i släktet Laodemonax och familjen långhorningar.
Artens utbredningsområde är Burma. Inga underarter finns listade i Catalogue of Life.